# Colli a Volturno
Colli a Volturno es una localidad y comune italiana de la provincia de Isernia, región de Molise, con 1 387 habitantes.

## Evolución demográfica
| Gráfica de evolución demográfica de Colli a Volturno entre 1861 y 2001 |
|                                                                        |
| Fuente ISTAT - elaboración gráfica de Wikipedia                        |